# Вершина Брумлоу
Вершина Брумлоу (Brumlow Top) — гора на плато Баррінгтон-Топс у Мід-Коуст Консіл в Новому Південному Уельсі (Австралія). Вершина Брумлоу є найвищою точкою на півночі Нового Південного Уельсу. Його висота складає 1586 м.
Навколишня територія вкрита субальпійськими лісами Сноу-Гам і високогірними болотами та входить до національного парку Баррінгтон-Топс.